# 海南厚壳树
海南厚壳树（学名：Ehretia hainanensis），为厚壳树科厚壳树属下的一个植物种。其种加词“hainanensis”意为“海南的”。